# What's Bin Did and What's Bin Hid
What's Bin Did and What's Bin Hid è l'album di debutto del cantautore scozzese Donovan.
Negli Stati Uniti il disco uscì con il titolo di Catch the Wind e fu distribuito dalla Hickory Records.

## Tracce
Brani composti da Donovan, eccetto dove indicato
Lato A
1. Josie – 3:28
2. Catch the Wind – 2:56
3. The Alamo – 3:04 (Jane Bowers)
4. Cuttin' Out – 2:19
5. Car Car – 1:31 (Woody Guthrie)
6. Keep on Truckin' – 1:50 (Brano tradizionale, arrangiamento di Donovan)

Durata totale: 15:08
Lato B
1. Goldwatch Blues – 2:33 (Mick Softley)
2. To Sing for You – 2:45
3. You're Gonna Need Somebody on Your Bond – 4:04 (Brano tradizionale, arrangiamento di Donovan)
4. Tangerine Puppett – 1:51
5. Donna Donna – 2:56 (Brano tradizionale)
6. Ramblin' Boy – 2:32

Durata totale: 16:41
- Brano A3, sul vinile originale il brano reca il titolo di The Alamo, mentre su CD è intitolato Remember the Alamo.

Edizione CD del 2001, pubblicato dalla Castle Music Records (CMRCD 361)
1. Josie – 3:28 (Leitch)
2. Catch the Wind (Album Version: No Strings – 2:56 (Leitch)
3. Remember the Alamo – 3:04 (Bowers)
4. Cuttin' Out – 2:19 (Leitch)
5. Car Car (Riding in My Car) – 1:31 (Guthrie)
6. Keep on Truckin' – 1:50 (Trad., Arr. Leitch)
7. Goldwatch Blues – 2:33 (Softley)
8. To Sing for You – 2:45 (Leitch)
9. You're Gonna Need Somebody on Your Bond – 4:04 (Trad., Arr. Donovan)
10. Tangerine Puppet – 1:51 (Leitch)
11. Donna Donna – 2:56 (Secunda, Zeitlin, Secunda)
12. Ramblin' Boy – 2:33 (Leitch)
13. Catch the Wind – 2:18 (Leitch) – Bonus Track - Original Single Version with Strings
14. Why Do You Treat Me Like You Do – 2:56 (Leitch) – Bonus Track - Original Single B Side
15. Every Man Has His Chain – 2:12 (Leitch) – Bonus Track - Originally Released on French EP
16. Colours – 2:45 (Leitch) – Bonus Track - Original Single Version with Harmonica on Bridge

Durata totale: 42:01

## Musicisti
- Donovan - voce, chitarra
- Brian Locking - basso
- Skip Alan - batteria
- Gypsy Dave - kazoo (brano: Keep on Truckin')